# Nu atingeți nimic
„Nu atingeți nimic” ("Hands Off") este o povestire științifico-fantastică scrisă de autorul american Robert Sheckley. A apărut inițial în revista Galaxy Science Fiction din aprilie 1954 și apoi a fost publicată în colecția de povestiri Citizen in Space (1955). 
În limba română a fost tradusă de Delia Ivănescu și a fost publicată în volumul Monștrii (1995, Editura Nemira, Colecția Nautilus).

## Legături externe
- en  Istoria publicării lucrării Nu atingeți nimic la Internet Speculative Fiction Database
- "Hands Off"